# Kathy Tremblay
Pour les articles homonymes, voir Tremblay.
Kathy Tremblay née le 16 juin 1982 à Sainte-Foy au Québec est une triathlète professionnelle canadienne, championne panaméricaine en 2006.

## Biographie
Membre de l'équipe nationale du triathlon Kathy Tremblay  termine 29e durant les Jeux olympiques d'été de 2008. Elle se qualifie avec Paula Findlay pour les Jeux olympiques d'été de 2012, elle chute lors de la partie vélo et ne peut terminer l’épreuve. En onze années de compétition, elle participe à 52 événements de la Fédération internationale de triathlon (ITU) et termine 20 fois dans le « Top 10 »

## Palmarès
Le tableau présente les résultats les plus significatifs (podium) obtenus sur le circuit national et international de triathlon depuis 2006,.
| Année | Compétition                                        | Pays       | Position          | Temps           |
| ----- | -------------------------------------------------- | ---------- | ----------------- | --------------- |
| 2012  | Coupe du monde - l'étape d'Ishigaki                | Japon      |                   | 2 h 5 min 38 s  |
| 2012  | Coupe Panaméricaine - l'étape sprint de Clermont   | États-Unis |                   | 1 h 1 min 1 s   |
| 2011  | Coupe Panaméricaine - l'étape de Coteau-du-Lac     | Canada     |                   | 2 h 7 min 20 s  |
| 2009  | Grand Prix de triathlon - Étape de Dunkerque       | France     | Médaille d'argent | Timing          |
| 2009  | Championnats du monde de triathlon en relais mixte | États-Unis |                   | 1 h 21 min 31 s |
| 2007  | Coupe Panaméricaine - l'étape de Drummondville     | Canada     |                   | 1 h 58 min 2 s  |
| 2007  | Championnat du Canada                              | Canada     | Médaille d'or     | Timing          |
| 2006  | Championnats panaméricains                         | Brésil     | Médaille d'or     | 2 h 11 min 0 s  |
| 2006  | Championnat du Canada sprint                       | Canada     |                   | Timing          |
| 2006  | Coupe Panaméricaine - l'étape de Bridgeport        | États-Unis |                   | 2 h 1 min 29 s  |